# 警棒

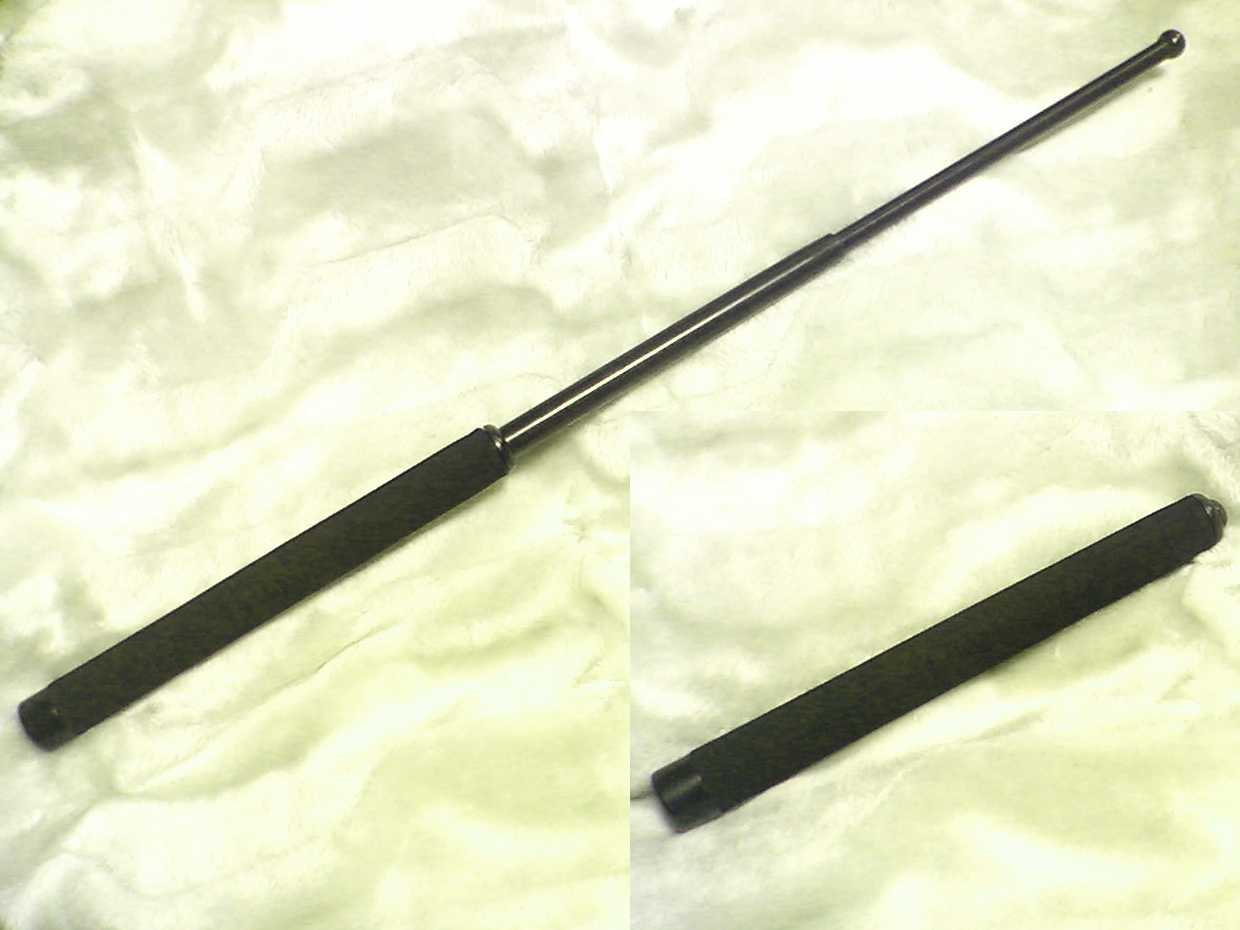
市販の伸縮式警棒。右は縮めた状態

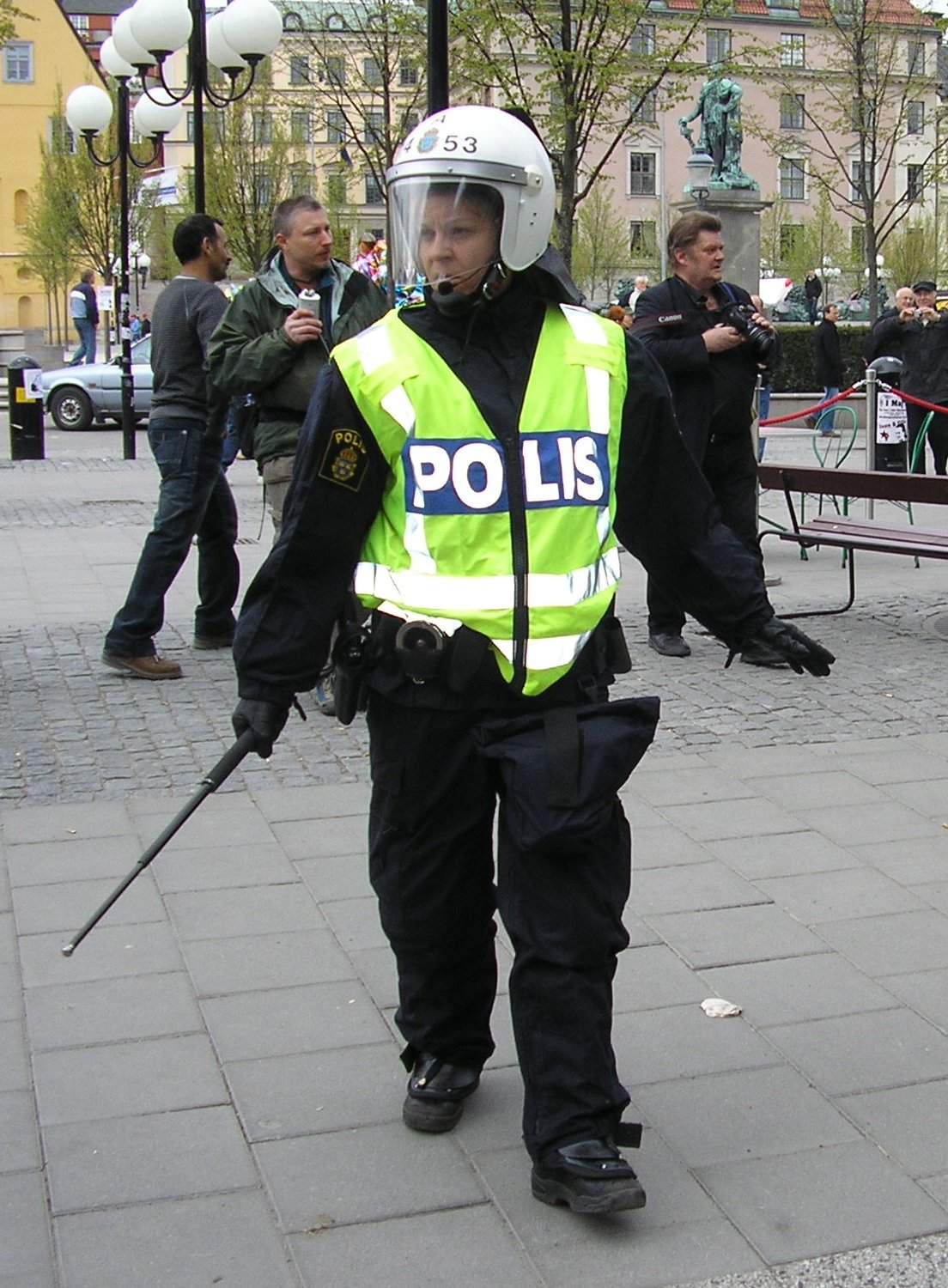
伸縮式警棒を伸ばした状態で手に持ち、乱闘に備える防具や装備も装着したスウェーデンの警察官。

警棒（けいぼう、英: baton）は、棍棒の一種で、護身用具や逮捕具として使用されるものを指す。
武器として使われる棍棒が殺傷力を高める構造になっているのに対して、警棒は過度に相手を傷つけない形状をしていることが多い。かつては木製のものが主流であったが、現在ではカーボン製や金属製、強化プラスチック製、硬質ゴム製のものも使用されている。単純な棒状でなくトンファー型のものや伸縮式の特殊警棒も存在する。
なお、地面から肩まで届くような長い棒は警杖（けいじょう）と呼ばれ、警棒と区別され、別物として扱われるので、そちらについては警杖の記事を参照されたい。

## 歴史
イギリスではビクトリア朝時代、ロンドン警察（en:London Police）は、「ビリー棍棒」と呼ばれる長さ約1フィート（1フット）の警棒を携行した。イギリスでは警棒には王家の紋章がつけられ、それにより警官の権威を示し、警棒も「警官の警棒」として機能した。紋章は"使用終了" 時に削除された（つまり、大抵はその警棒を使用していた警官が退職する時である）。 イギリスの英語辞書の「baton」という単語に「警察官の棍棒」という意味の用法が加わったのは1856年のことである。英語で「baton」と呼ぶようになる以前は、俗ラテン語の「basto」という単語で呼んでいた。bastoは「basta」（保つ）という語の派生形で「歩行補助用ステッキ」という意味だった。
- 『北欧事典』に掲載されていた古い挿絵
- 20世紀初頭のイギリス、エディンバラ警察のさまざまな警棒
- 1960年代のシカゴ警察の木製の警棒とヘルメット
- オーストリアの警察でかつて使われていた警棒
- 1934年のサンフランシスコ・ゼネスト時のストライキ参加者と、彼に対して警棒を振り上げた警察官。

日本では1994年までは外勤警察官は木製の丸棒型の警棒を提げていた。

## 日本における警棒
その機能・用法上、警察官や警備員が警棒を携帯していることが多い。
基本的には殺傷力の低い護身用具として使われるが、扱いようによっては相手を死傷させかねない、れっきとした武器ともなる。日本では、警棒の購入や所有には法的規制はないが、みだりに携帯すると違法（軽犯罪法違反など）とされる場合があり、十分な注意が必要である。なお、警察官や警備員の警棒操典では、使用に際しては過剰防衛にならないよう"首から下の部分"を、"殴る"のではなく"叩く・打つ"など、相手に与える打撃は制圧のための必要最低限とすることが指導されている。

### 日本の警察官と警棒
かつて日本の警察官は刀や短刀を佩用していたが、第二次世界大戦後の1946年（昭和21年）3月13日に警棒に改められた（勅令第133号）。警察官が用いる警棒の基準として「長さ60センチメートル以下、直径3センチメートル以下、重さ320グラム以下の円棒とする」と警察庁の規格が定められ用いられていたが、治安情勢の変化に伴い、警察官の用いるものについては2006年（平成18年）11月より、後述のように規格が変更された。（これに合わせて、警備員が用いるものについても、通達により規格が変更された。
警察官の用いる警棒については、2006年（平成18年）11月から規格が変更され、従来のものより12センチ長い65センチになり、強度も改良された。パトロールなどの際、相手が警察官に抵抗するケースが近年増加し、凶器を持つ相手に向かい合う場面も多く、一線の警察官から「短くて相手と間合いが取りにくい」などと警棒の改良を求める声が出ていた（棒状鈍器やナイフ位ならばともかく、日本刀や包丁を振り回されたら警棒を使うより拳銃を抜いて威嚇する方が効果的。秋葉原通り魔事件でも警察官が両方を抜いて構え、犯人を制圧している）。
新しい警棒は従来と同じアルミ合金製の伸縮式で鍔付き。グリップの材質を改良するなどし、振った時に滑り落ちにくくした。全体的に太くなって強度が増したという。また、持ち手側に、窓を割って突入する際に用いる、王冠状のグリップエンド「ガラスクラッシャー」を取り付けているものもある。
警察官が使う場合
警察官が警棒を使用する場合は「警察官職務執行法」ならびに「警察官等警棒等使用及び取扱い規範」により定められた規定に則って過剰防衛にならない範囲で使用する、と定められている。
日本の警察官は拳銃を使用することが規定上非常に困難であるため、犯罪取締りや犯罪捜査の現場では警棒や警杖を持って対処することが非常に多く、拳銃で対応することは極めて少ない。一般に拳銃を携行しない場合でも警棒と手錠は着装していることが多い。
- 警棒を手に持ち巡回する警察官（2019年、東京・神保町。岐阜県警の応援）
- 警棒の使い方の訓練を受ける警察官（2019年、佐賀県警）

### 日本の警備員と警棒
警備員が用いる警棒についても、他の護身用具と共に見直しがなされた結果、前述の通達により「長さ30センチメートル超90センチメートル以下、その長さに応じて定められた重さ（10センチごとに最大重量が定められている。最大で460グラム）以下の円棒で、鋭利な部分がない物」に規格が変更された。
現在の日本の警備業の業界用語では「警棒」のことを「警戒棒」（けいかいぼう）と呼んでいる。
警備員が使う場合
現在の日本の警備員は、法律上いかなる権限も有していないため、警戒棒・警戒杖の使用は正当防衛または緊急避難が成立する場合に限られる。また、その携帯については、警備業法第17条の規定に基づき、都道府県公安委員会規則で制限や禁止がなされている。
これをわかりやすく言えば、機械警備・施設警備・現金輸送・身辺警護などに従事する場合には、その業務上使用する機会に遭遇する可能性が高いことから携帯が許されるのに対し、交通誘導や雑踏警備に従事する場合には、使用する機会はなく、その必要性も極めて低いことから携帯してはならないということである。

## アメリカにおける警棒

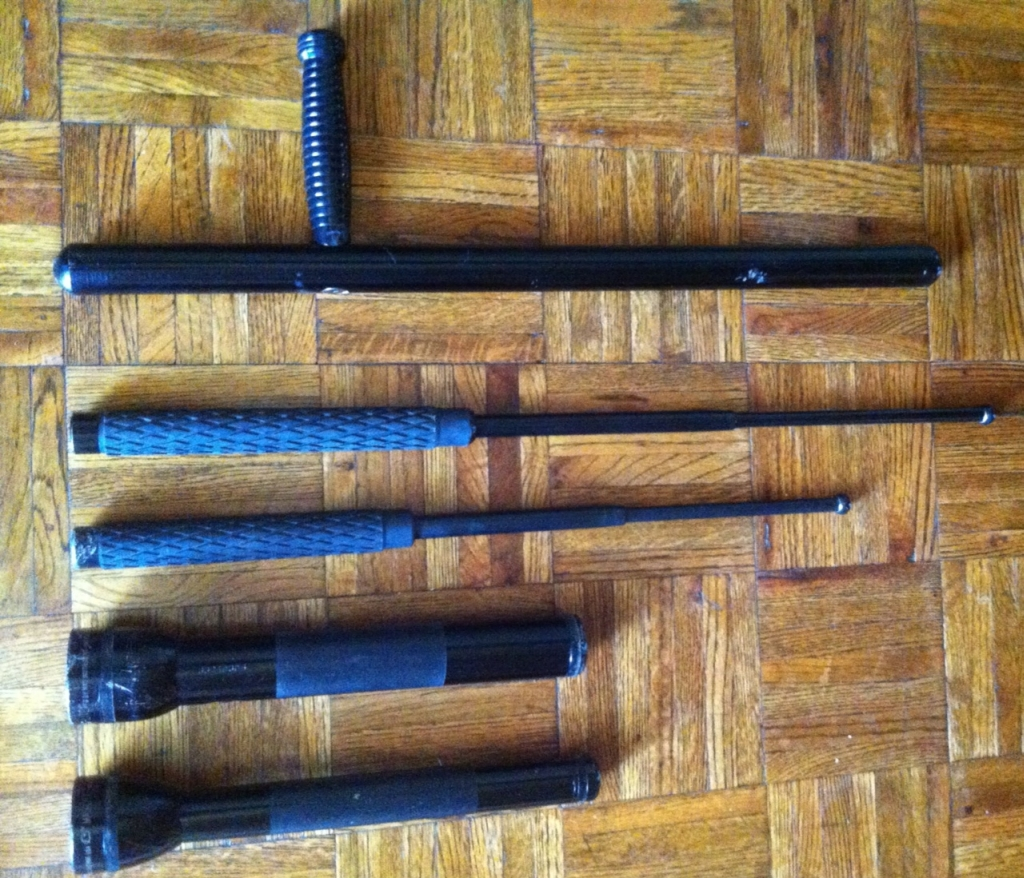
その全長（24インチ）からPR24とも呼ばれる『サイドハンドル』と、長さに各種の選択がある『Expandable（伸縮型）』比較用に単1ｘ3本のMaglite懐中電灯と単2ｘ4本のMaglite。携帯しやすさから自転車部隊・白バイやモール等の警備員（買い物客への威圧感軽減）などでExpandableが広がりつつあるが、使いやすさや有効性はサイドハンドルにかなわない。木製ストレートバトンを携帯している警察官・警備員を見かける機会はほとんどなくなった。LAPD騎馬警官はBokken（木刀）を警棒として使用

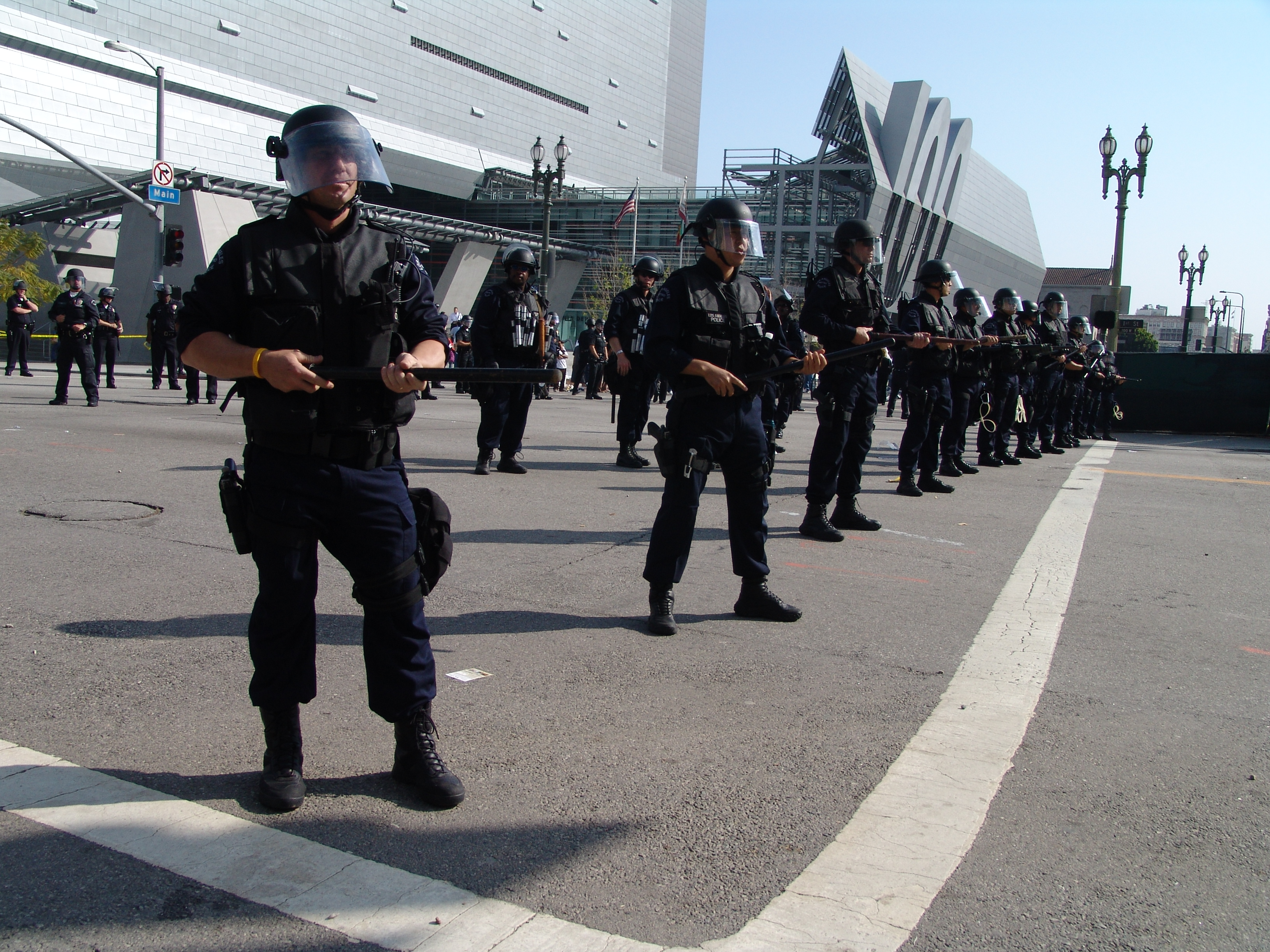
警棒を構えるロサンゼルス市警察本部警備部C小隊（機動隊）の警察官たち。2006年、ロサンゼルス中心街。移民の権利を求めるアムネスティのデモ行進の際に

アメリカの場合は、警棒の携帯に許可証が要る州がいくつか存在する。カリフォルニア州では、警察官以外の警棒所持携帯は『警棒所持許可証を持った職務中の警備員』のみに許される（警棒携帯許可を所持していても勤務時間外の携帯は違法であり、勤務中であっても警棒携帯許可がなければ違法）。
販売者も罰せられるため、通販業者などもカリフォルニア州など警棒所持を禁止している州へは販売しない（通販のカタログにも「以下の州へは送れません。・カリフォルニア州……（同様の規制がある州が列挙される）」と明記されている）。以前の許可証は、伸縮警棒・トンファー型・ストレート型で別々の許可証であったが、現在は一つの許可証でどのタイプの警棒を携帯しても構わないとされる。
警棒を使用した場合は、携帯許可の有無にかかわらず『殺傷能力のある武器』として、使用の正当性の審議が行われる。無許可で所持・携帯していた場合は、その使用に正当性が認められても無許可携帯に対して罪を問われる可能性がある。逆に、合法に所持・携帯していても使用に不法性（過剰防衛など）を問われることもある。
なおマグライトなどの（ちょうど警棒サイズの）「金属製懐中電灯」が、「いざとなれば警棒のように使えるもの」としてしばしば携行される。懐中電灯という正当な主目的がある道具なので、法の規制の対象となっていないのである。金属製懐中電灯や野球バット・ゴルフクラブ・タイヤレンチなどの所持・携帯　には（ほとんどの州で）なんら規制がなく、金属製懐中電灯を携行したからといって「無許可で警棒を携行」と処罰されることはない。ただしひとたびそれで人を殴り、事後的に裁判などになれば、殴ったのが懐中電灯であれゴルフクラブであれ、その道具を「相手に危害を加える意図で使った」とそれ相応の判断が（陪審員裁判などで）なされ、相応の判決が出る可能性が高い。とはいえ「無許可で警棒を携帯した」と加罪されることはない）。
ネバダ州など、バットやゴルフクラブなどを正当な理由なく持ち歩いたり車載することを刑法で禁止している州もあるが、単独での違法性を立証するのはかなり難しく、傷害や強盗などを起こした者が付加罪状として加算される程度である。
- LAPD白バイ（ハーレー）に装着した状態。走行中にハンドル部分が回転しないようにブラケットには切り欠きが付いている。旧KawasakiやBMWは後部バンパー付近にブラケットを装着する。車載のサイドハンドルとは別に腰に伸縮型を携帯する隊員は多い

## 練習用の警棒

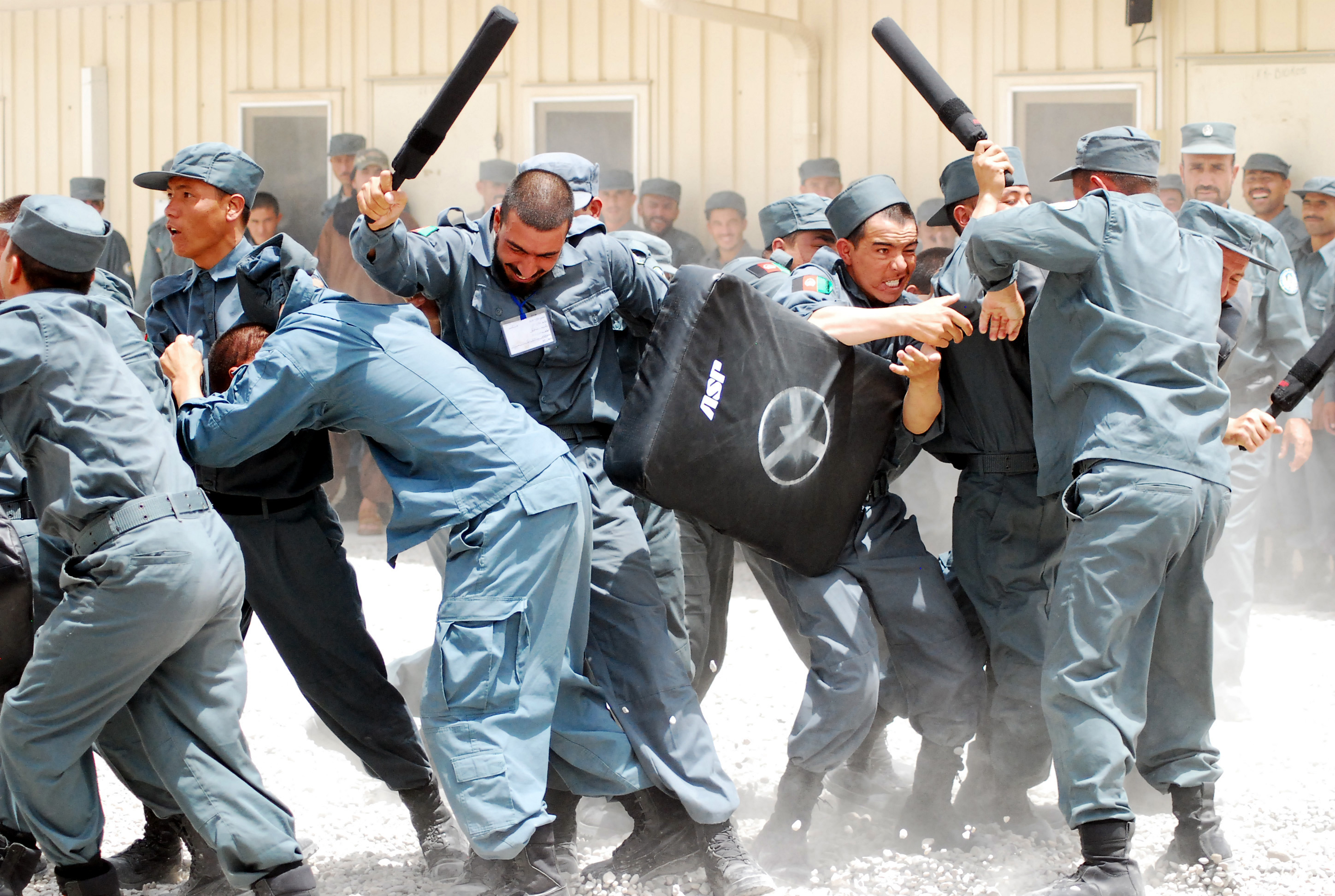
練習用警棒の使用（2010年、アフガニスタンの警察学校で暴動規制の訓練）

警察や警備会社で警棒の使い方の練習を安全に行うことができるように「ソフト警棒」と呼ばれるものが製造・販売されている。これは棒にクッション材を巻き、布カバーをかぶせたものである。なお、完全に同一ではないが、類似のものがスポーツチャンバラの試合や練習で用いられている。

## 他
雑学
日本の地図で交番や警察署をあらわす地図記号として用いられる×印は、警棒を交差させた形を図案化させたものである。区別のために交番はそのまま、警察署の記号は丸で囲んで表している。